# Queda de Tarbisu
Após a morte de Assurbanípal em 627 a.C., o Império Neoassírio entrou em um período de instabilidade causada pela luta entre Sinsariscum e seu irmão Assuretililani. Em 626 a.C., os babilônios sob Nabopolassar se revoltaram contra os assírios. Após alguns anos de guerra, os babilônios expulsaram as forças assírias de seu território. No entanto, Nabopolassar não conseguiu levar a luta até o coração do Império Assírio. A situação mudou drasticamente em 616 a.C., quando os medos atacaram o Império Assírio. A queda de Tarbisu ocorreu quando o exército Medo, liderado por Ciaxares, atacou e conquistou a cidade. Na sequência, os medos foram além e derrotaram decisivamente os assírios na batalha de Assur.